# Radhouène Felhi
Radhouène Felhi (ur. 25 marca 1984 w Meknassi) – tunezyjski piłkarz grający na pozycji środkowego obrońcy. Obecnie występuje w zespole Étoile Sportive du Sahel.

## Kariera klubowa
Felhi piłkarską karierę rozpoczął w klubie Étoile Sportive du Sahel. W 2004 roku zadebiutował w jego barwach w pierwszej lidze tunezyjskiej. W tym samym roku oraz w 2005 dochodził do finału Ligi Mistrzów (porażki w finałach kolejno z Enyimba FC i Al-Ahly Kair). W 2005 roku zdobył Puchar Ligi Tunezyjskiej, a w 2006 - Puchar Konfederacji CAF. Największe sukcesy osiągnął w 2007 roku, gdy z Étoile Sportive wygrał Ligę Mistrzów i wywalczył swoje pierwsze mistrzostwo kraju w karierze. Wystąpił też w Klubowym Pucharze Świata. W 2009 roku był wypożyczony do TSV 1860 Monachium.

## Kariera reprezentacyjna
W 2008 roku Felhi został powołany przez Rogera Lemerre do reprezentacji Tunezji na Puchar Narodów Afryki 2008, nie zaliczając w niej wcześniej debiutu.